# Kummelskär (vid Täktom, Hangö)
Kummelskär är en ö i Finland. Den ligger i Finska viken och i kommunen Hangö i den ekonomiska regionen  Raseborg i landskapet Nyland, i den sydvästra delen av landet. Ön ligger omkring 110 kilometer väster om Helsingfors.
Öns area är 2,6 hektar och dess största längd är 270 meter i sydväst-nordöstlig riktning. Närmaste större samhälle är Hangö, 9,1 km väster om Kummelskär.